# Garibius catawbae
Garibius catawbae är en mångfotingart som beskrevs av Chamberlin 1913. Garibius catawbae ingår i släktet Garibius och familjen stenkrypare. Inga underarter finns listade i Catalogue of Life.